# Горенские-Оболенские
Горенские-Оболенские (Горенские) — угасший русский княжеский род, Рюриковичи.
Одна из множества ветвей князей Оболенских. Род внесён в Бархатную книгу.
Владели вотчинами в Калужском и Московском уездах.
Происходят от носившего прозвище Горенский князя Василия Константиновича Оболенского (XIX колено от Рюрика), его потомки писались Горенские.
По родословной росписи князей Горенских-Оболенских, известны четыре представителя рода.

## Известные представители
| №            | Имя, Отчество                     | № отца | Примечание                                            |
| ------------ | --------------------------------- | ------ | ----------------------------------------------------- |
| 1            | Оболенский Василий Константинович |        | Родоначальник                                         |
| 2            | Горенский, Иван Васильевич        | 1      | Боярин и воевода (1555)                               |
| 3            | Горенский, Пётр Иванович          | 2      | Воевода, кравчий (1560), казнён (1565).               |
| 4            | Горенский, Юрий Иванович          | 2      | Бежал от Ивана Грозного в Литву. Другое имя — Василий |
| Род пресёкся |                                   |        |                                                       |
|              | Горенский Иван Иванович           |        | Воевода (1547), в поколенной росписи не указан        |
|              | Горенский Семён Иванович          |        | Воевода (1548), в поколенной росписи не указан        |